# Velha Goa
Die Stadt Velha Goa (englisch Old Goa, deutsch „Alt-Goa“), ursprünglich nur Goa genannt, liegt im westindischen Bundesstaat Goa am linken Ufer des Flusses Mandovi; Velha Goa war früher die Hauptstadt der portugiesischen Kolonie Portugiesisch-Indien.
Goa ist eine sehr alte hinduistische Stadt, im heutigen Zustand wurde sie im 15. Jahrhundert wieder gegründet. Seit 1510 war sie die Hauptstadt von Portugiesisch-Indien, seit 1534 Sitz eines katholischen Bischofs, seit 1560 Erzbistum. In ihrer Blütezeit zählte Goa um die 300.000 Einwohner.

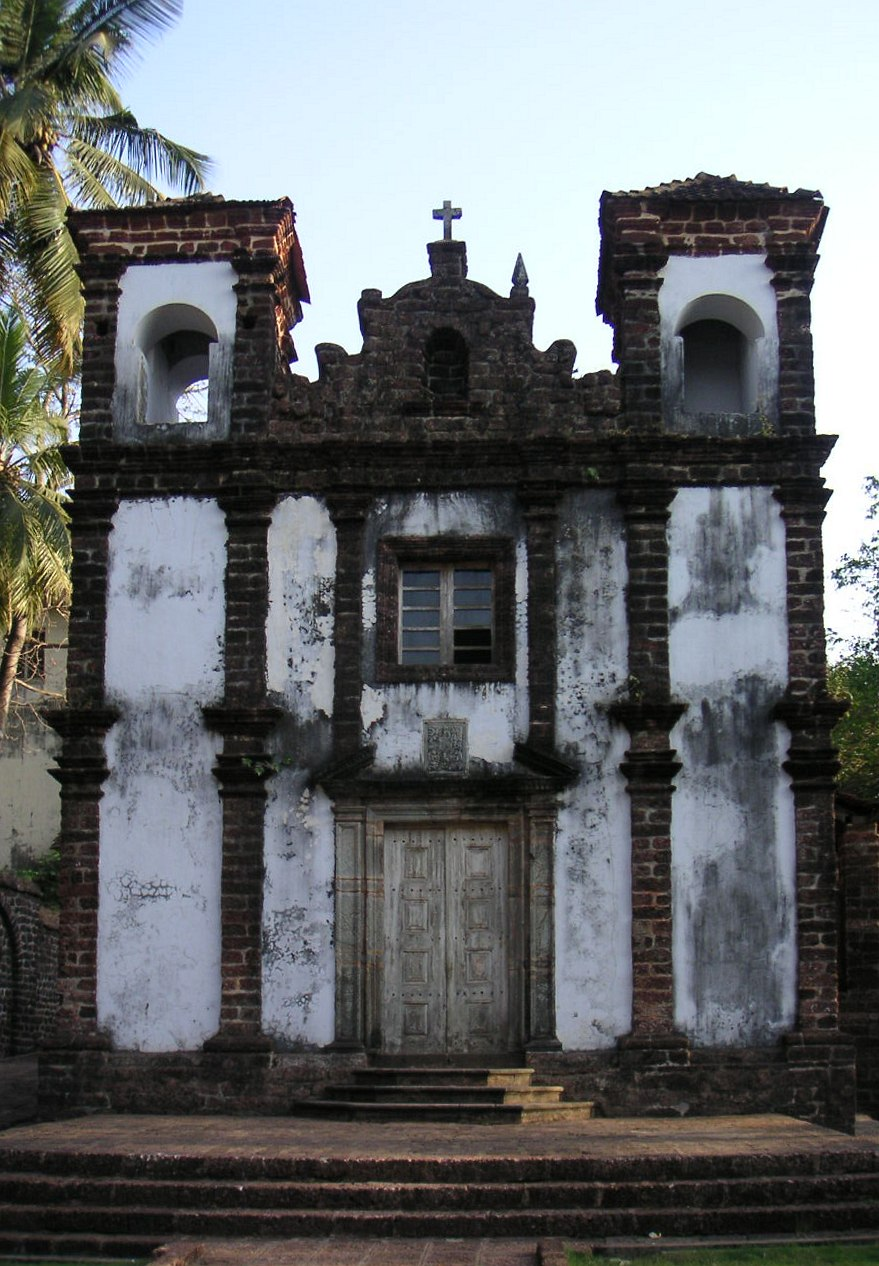
Velha Goa, Kapelle der Hl. Katharina von Alexandrien

Nach einigen Malariaepidemien im 17. Jahrhundert und in der ersten Hälfte des 18. Jahrhunderts (insbesondere im Jahre 1738) zog die Mehrheit der Bevölkerung in die damalige Vorstadt Panaji um; als Sitz des Vizekönigs von Portugiesisch-Indien blieb die Stadt jedoch bis 1759 bestehen, als Hauptstadt der Kolonie bis 1843 – als das heutige Panaji zur Hauptstadt wurde und gleichzeitig als Nova Goa (also „Neu-Goa“) in die Geschichte einging, während Goa Velha Goa (also „Alt-Goa“) genannt wurde und an Bedeutung verlor (der Name blieb jedoch bis heute erhalten).
Velha Goa, eine Stadt, die früher als „Rom des Orients“ bezeichnet wurde, ist heute ein teilweise heruntergekommener und vom Urwald zurückeroberter Ort, der trotzdem viele Relikte des früheren, imposanten Stils der portugiesischen kolonialen Architektur beherbergt. Die Stadt wurde 1986 von der UNESCO in die Liste des Weltkulturerbes aufgenommen (siehe Welterbe in Indien). 
Ausländische Touristen und indische Pilger kommen heutzutage in Scharen nach Velha Goa, sei es, um die gigantischen Fassaden und vergoldeten Altäre der gut erhaltenen Kirchen zu bewundern oder um zum Grab des heiligen Franz Xaver, des berühmten Missionars aus dem 16. Jahrhundert, zu pilgern, dessen sterbliche Überreste in der Basílica do Bom Jesus aufbewahrt werden.
Von den bekanntesten Denkmälern der Stadt können zumindest die folgenden genannt werden:
- die Kathedrale Sé Catedral, größtes Gebäude der Stadt,
- die Basílica do Bom Jesus mit der Grabstätte des heiligen Francisco de Xavier,
- das Kloster des heiligen Franz von Assisi und die angeschlossene Klosterkirche zum Heiligen Geist und
- die Kirche St. Cajetan nach dem Vorbild des Petersdoms in Rom, jedoch kleiner als dieser.

## Persönlichkeiten
- Maria Cron, Ordensname Maria de Jesus (1608–1683), Tochter eines deutschen Händlers aus Augsburg und stigmatisierte Nonne, wird in Goa als Selige verehrt